# Xilithus digitatus
Espèce
Synonymes
- Otacilia digitata Fu, Zhang & Zhang, 2016

Xilithus digitatus est une espèce d'araignées aranéomorphes de la famille des Phrurolithidae.

## Distribution
Cette espèce est endémique du Sichuan en Chine,. Elle se rencontre dans le xian de Qingchuan.

## Description
Le mâle holotype mesure 3,02 mm.

## Systématique et taxinomie
Cette espèce a été décrite sous le protonyme Otacilia digitata par Fu, Zhang et Zhang en 2016. Elle est placée dans le genre Acrolithus par Liu, Li, Zhang, Ying, Meng, Fei, Li, Xiao et Xu en 2022. Acrolithus Liu & Li, 2022 préoccupé par Acrolithus Freytag & Ma, 1988 a été remplacé par Xilithus par Lin et Li en 2023.

## Publication originale
- Fu, Zhang & Zhang, 2016 : « New Otacilia species from Southwest China (Araneae: Phrurolithidae). » Zootaxa, no 4107(2), p. 197-221.